# Mirdasi
Els mirdasi, a vegades mirdesi, foren una tribu kurda, els caps de la qual pretenien ser descendents dels abbàssides. El seu ancestre era un religiós vingut de Hakkâri (ciutat) del que els mirdasi van esdevenir els adeptes. La tribu deia ser d'origen àrab i emparentada als Banu Kilab de la regió d'Alep, que es va establir a Agil vers el 1020 després d'un conflicte amb els fatimites. Estaven dividits en tres branques: Buldukani (a Agil), que van tenir bones relacions amb els aq qoyunlu però els safàvides d'Ismail I van ocupar els seus dominis; branca de Palu, Baghin i Kharput; i branca de Bardandj (després a Djarmuk)